# 조윤경 (치어리더)
조윤경(1993년 2월 19일 ~ )은 대한민국의 여성 치어리더이다.